# Schloss Stollberg

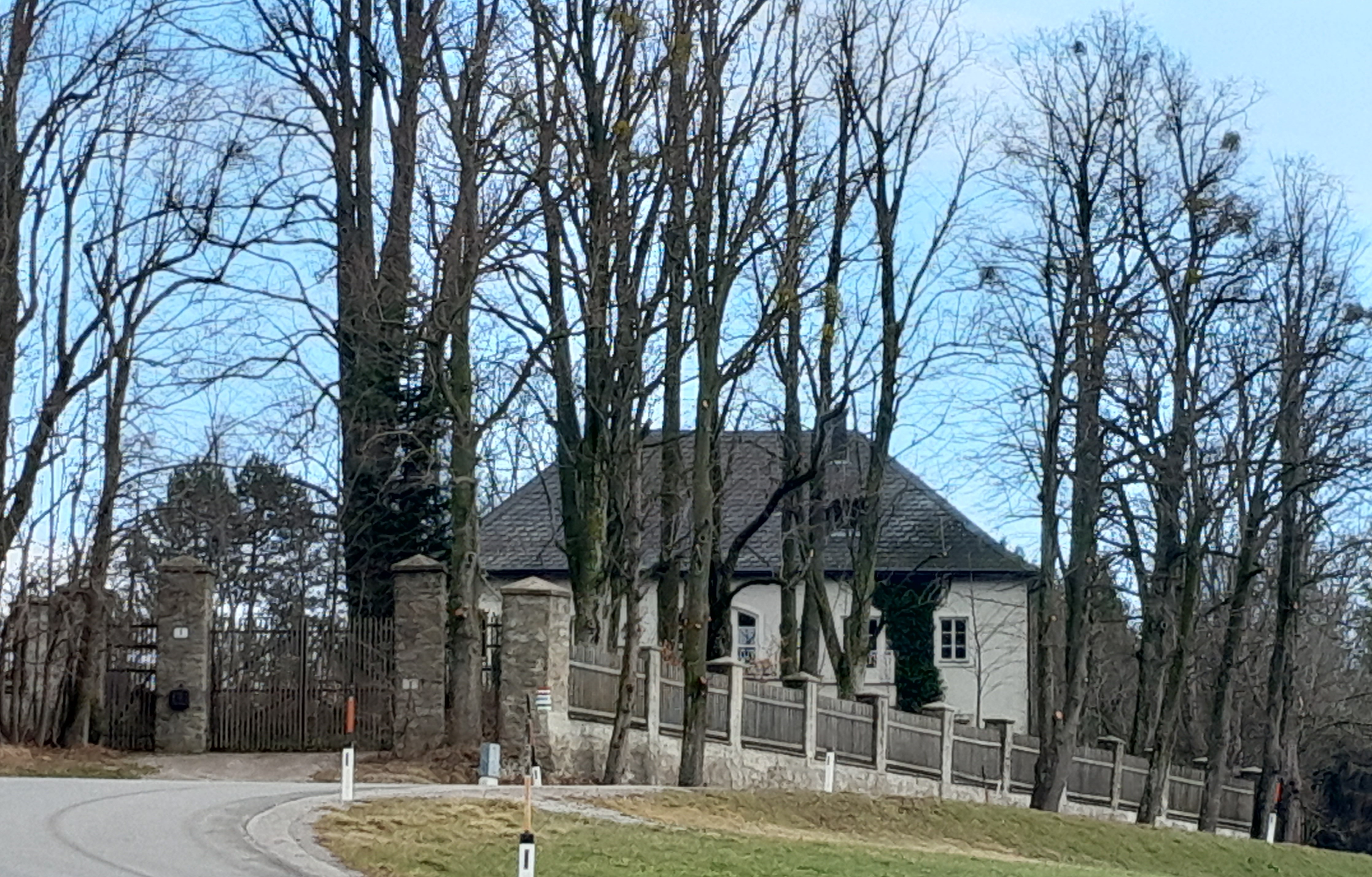
Schloss Stollberg

Schloss Stollberg ist ein historischer Adelssitz in Niederösterreich, etwa 8 km südwestlich von Laaben gelegen. Das Schloss liegt auf einer Höhe von rund 600 m, zwischen dem Tal der Großen Tulln und jenem des Stössingbaches. Es ist in Privatbesitz und nicht öffentlich zugänglich. Bis zur Auflösung der Grundherrschaften, Sitz der Herrschaft Stollberg.

## Geschichte

### Mittelalter
Die erste urkundliche Erwähnung des Ansitzes Stollberg datiert auf das Jahr 1279 mit Berthold Stallberger in einer Urkunde des Stiftes Lilienfeld. Zwischen 1263 und 1349, ist Wolfger der Stollberger von Judenau mehrfach bezeugt. Um 1380 befand sich die Herrschaft Stollberg im Besitz des Klosters Kleinmariazell, ehe es an den Landesfürsten überging.

### Frühe Neuzeit

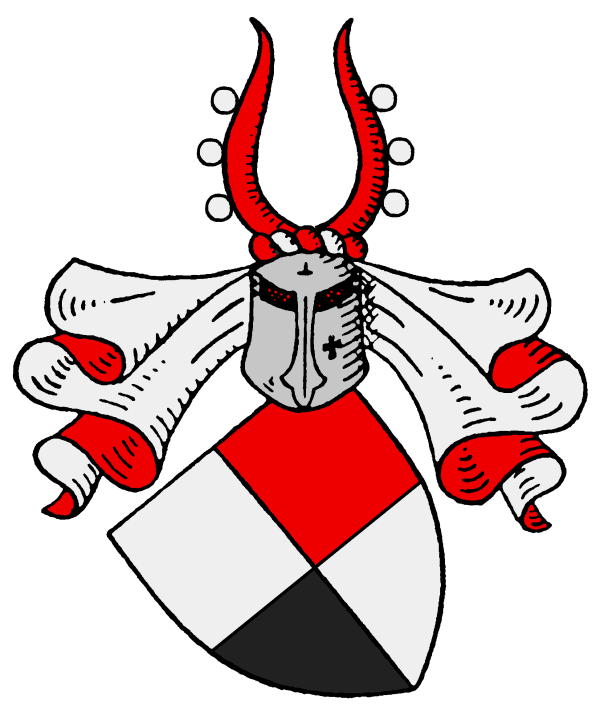
Stammwappen der Zinzendorfer

Im Jahr 1561 belehnte der Landesfürst Kaiser Ferdinand I. den Ritter Georg Hasendörfer mit dem Gut. Kurz darauf erwarb der kaiserliche Hofdiener Leopold Khainacher das Anwesen, er wurde 1571 in den Ritterstand erhoben und verlegte seinen Wohnsitz nach Raipoltenbach.
Johann Ferdinand Graf von Zinzendorf und Pottendorf (1628–1686) wird im Jahr 1656 als Besitzer genannt. Er war Regierungsrat und Diplomat. Die Zinzendorfer gehörten zu den sogenannten „Apostelgeschlechtern“, also jenen zwölf Familien die schon seit der Babenbergerzeit ansässig waren. Danach ging das Gut an den mit den Zinzendorfern verschwägerten Johann Paul Jakob Freiherr Gienger von Grünbühel, kaiserlicher Kämmerer und Hofkammerrat, der das Schloss seiner Herrschaft Jeutendorf anschloss.

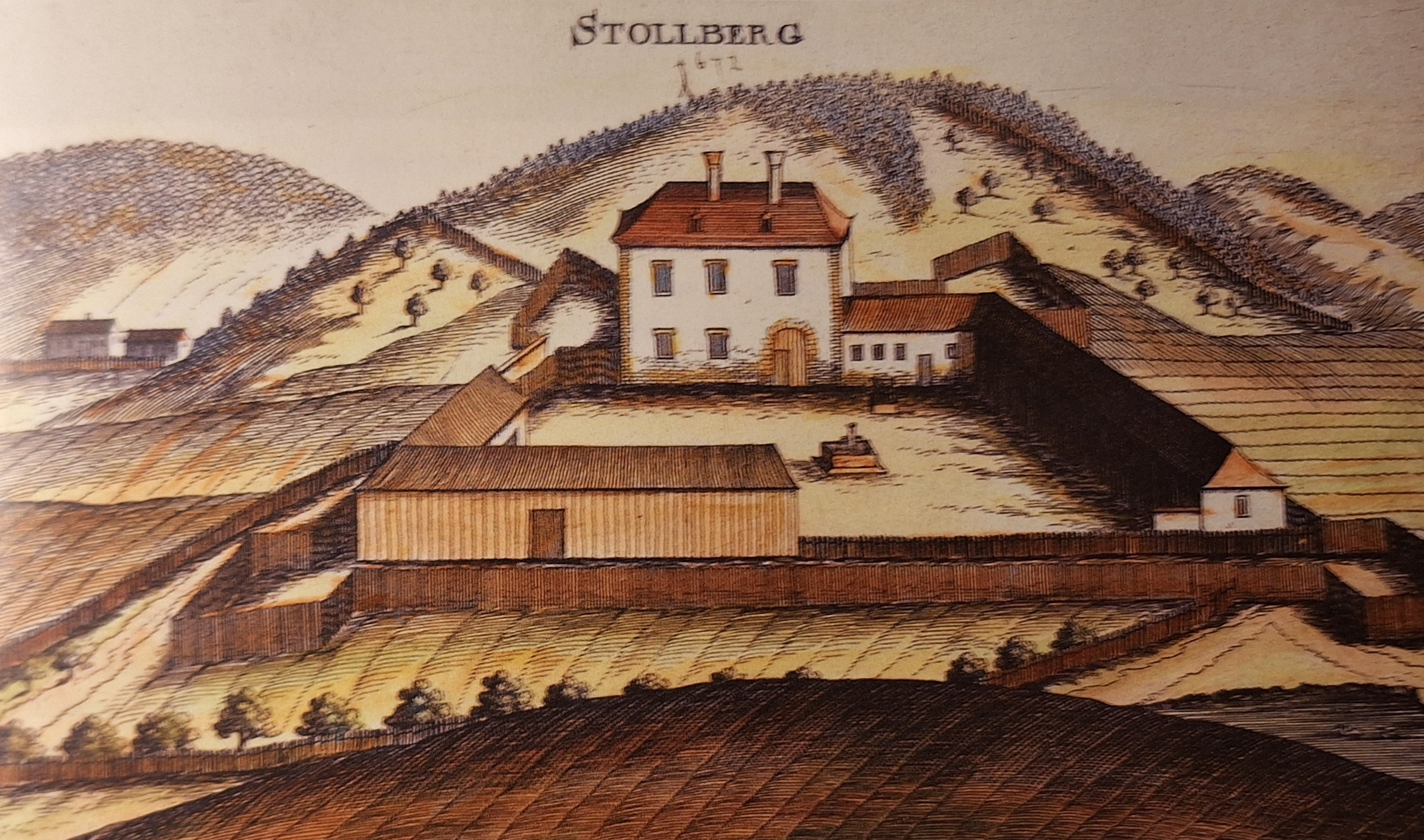
Schloss Stollberg um 1670 von Georg Matthäus Vischer

Ein Vischer-Stich von 1672 zeigt das Areal mit Palisadenzaun und vier bastionsartigen Eckvorsprüngen.
1683 wurde das Schloss von den Türken niedergebrannt und von den aus Oberitalien stammenden Freiherren von Sala, die Jeutendorf und Stollberg, in diesem Jahr übernahmen, als einfaches Herrenhaus wieder aufgebaut. Besonders hervorzuheben ist Maximilian von Sala († 1701), niederösterreichischer Regierungskanzler und Gesandter am Reichstag in Regensburg. Er war auch Rektor der Universität Wien und gründete 1693 das Kloster Jeutendorf. In der Klamm wurde auf Gründen der Herrschaft Stollberg um 1700 eine Glashütte errichtet wo viele Menschen bis in die 1760er Jahre gut bezahlte Arbeit fanden.

### 19. Jahrhundert
1797 gelangte das Schloss an Franz Anton Maria Graf Bussy-Mignot († 1804), einen gebürtigen Franzosen und k.k. Generalmajor, der sich als Offizier mehrfach auszeichnete und mit dem Maria-Theresien-Orden geehrt wurde.
1801 erwarb Franz Edler von Strehmayer, das Anwesen. 1805 folgte ihm Ferdinand Johann Graf von Morzin, ein hoher kaiserlicher Offizier und Träger des Rangs eines Feldmarschallleutnants.

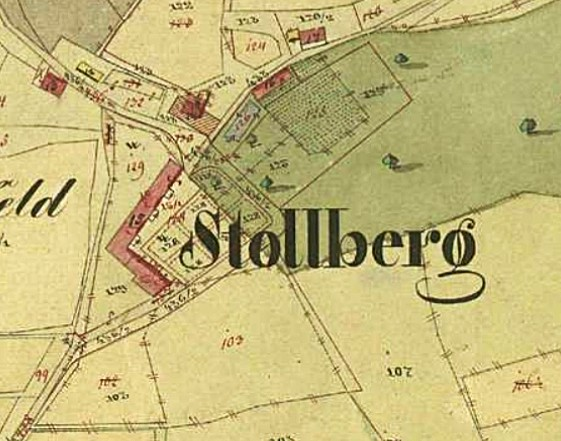
Schloss Stollberg im franziszeischen Kataster 1821

In den Jahren der Napoleonischen Kriege hatte das Schloss Stollberg eine turbulente Geschichte: 1811 übernahm der Wiener Hof- und Gerichtsadvokat Dr. Joseph Edler von Manquet Schloss Stollberg. Es folgte schon 1812 Hofrat Johann Graf Barth-Barthenheim, worauf es über Carl Graf Seldern 1813 an Ferdinand Wilhelm Ritter von Felsenberg kam. Im Jahr 1817 erhob Maria Gräfin Königsegg-Aulendorf Ansprüche. 1827 erwarb Caspar Georg Lewitschnigg, Ritter von Glomberg das Schloss, verkaufte dieses jedoch schon ein Jahr später.

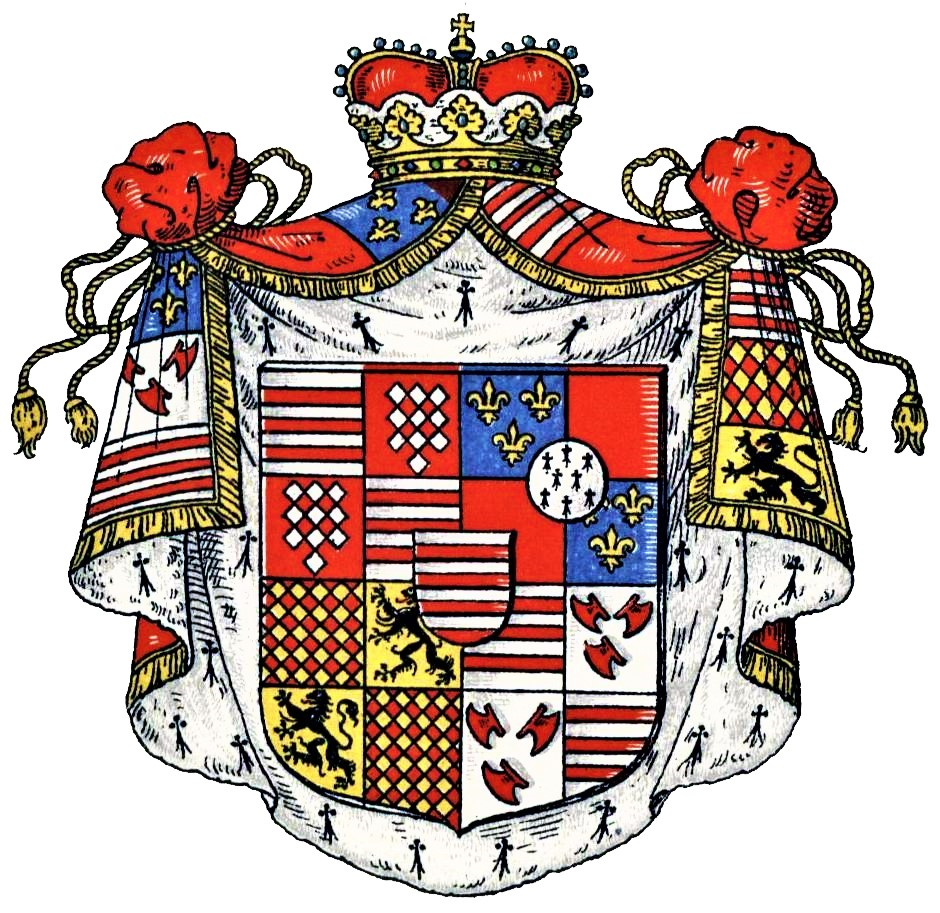
Wappen der Fürsten von Croy

#### Fürsten von Croÿ 1828–1845
1828 erwarb Fürst Victor Amadeus von Croÿ († 1832), der Besitzer des Schlosses Etscherhof in Wöllersdorf, das Gut. Er war Nachkomme von Anne Emmanuel 8. Herzog von Croÿ und damit Angehöriger des französischen Hochadels. Er investierte stark in die Infrastruktur des Laabentals, dass ihm seinen wirtschaftlichen Aufschwung im 19. Jahrhundert verdankt. Er ließ eine Straße über die Klammhöhe nach Hainfeld und Straßenverbindungen nach Neulengbach und Altlengbach errichten. Förderte die Zucht von Edelobst und schuf damit neue wirtschaftliche Impulse in der Region. Schloss Etscherhof wurde nach seinem Tod wegen Überschuldung versteigert.
Als Erbe am Stollberg tritt 1834 sein Bruder Fürst Carl Maurice Prinz von Croÿ († 1841), Offizier in der königlich-bayrischen Armee, an.
Im Jahr 1836 war die Herrschaft Stollberg Obrigkeit für Häuser in 13 Ortschaften, nämlich Buchbach, Freiling, Hendelgraben, Hochgschaid, Hochstraß, Hof, Mayerhöfen, Dachsbach und Sonnleiten (heute zu Stössing), weiters Gern, Gföhl, Klamm und Stollberg (heute zu Laaben). Nach Stollberg hatten die Bewohner dieser Orte die Steuerabgaben zu leisten.
Es gab 246 Häuser mit 281 Familien, 590 Männer, 693 Frauen und 179 schulpflichtige Kinder lebten in den 13 Siedlungen. Der gesamte Viehbestand der Herrschaft zählte damals 12 Pferde, 213 Ochsen, 395 Kühe, 511 Schafe, 282 Ziegen und 286 Schweine.
1844 wird der königlich-preußische Generalleutnant Philipp Prinz von Croy, ein Neffe der beiden unverheirateten Vorgänger, als Eigentümer der Herrschaft Stollberg genannt, der die Güter von einem Generalinspekteur verwalten ließ.

#### Grafen Bulgarini 1845–1868
Von 1845 bis 1868 war das Schloss im Besitz der Grafen Bulgarini d'Elci, einer ursprünglich italienischen Familie mit enger Verbindung zum österreichischen Hochadel. Peter Anton von Bulgarini d’Elci und sein Sohn Alfred Franz Xaver waren zentrale Persönlichkeiten in dieser Zeit.
1847/48 ist Carl Gustav Noe, Edler von Nordberg als Inhaber der Herrschaft Stollberg belegt.  In diese Zeit fällt auch im Revolutionsjahr 1848 die Abschaffung der Grundherrschaften, die Herrschaft Stollberg wurde aufgelöst und die bisher untertänigen Bauern freie Eigentümer ihrer Höfe.

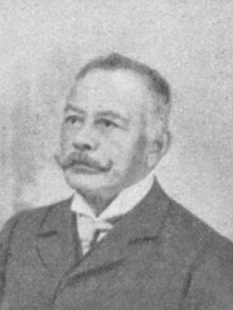
Adolf Werthner

#### Familie Werthner 1868–1913
Danach gehörte das Schloss ab 1868 Adolf Werthner, dem Mitbegründer und Herausgeber der „Neuen Freien Presse“ in Wien, eine Schlüsselfigur des österreichischen Journalismus und folgenden seinem Sohn August von Werthner. Er erwarb das Haus Gern Nr. 1 und baute dort eine Zementfabrik und dazugehörende Wohnhäuser. Ferner kaufte er zwei angrenzende Häuser (Hummelberg und Hirschbach) und baute eine Pferde-Eisenbahn, mit der er Steinblöcke in die von ihm errichtete Dampfsäge nach Gern führte.

Simon Graf Wimpffen (um 1910)

#### Grafen Wimpffen 1913–1939
1913 gelangte der Besitz an Simon Graf Wimpffen. Wimpffen hatte riesige Besitzungen in Ungarn und war Besitzer eines Kurbetriebes in Neuhaus bei Weissenbach an der Triesting. Als 1914/15 das Kaiserliche Gestüt Radautz aus der Bukowina in Sicherheit gebracht wurde, verpachtete Wimpffen das Gut an das k. und k. Staatsgestüt.
Mit der Niederlage Österreich-Ungarns im Ersten Weltkrieg verlor Graf Simon seinen finanziellen Rückhalt und seine Unternehmungen scheiterten. Nach seinem Tod übernahm sein Neffe Georg Graf Wimpffen das verschuldete Gut. Der Wiener Holzhändler Adolf Abraham Schwarz versuchte den Gutsbetrieb als Verwalter des Grafen zu sanieren, scheiterte jedoch an den enormen Schulden.

### 20. Jahrhundert
1939 wurde Prinz Rudolf Esterházy de Galántha († 1962) Schlossherr. Das Ensemble wurde zu dieser Zeit stark vernachlässigt. Im Jahr 1961 erwarben Adolf Müller und Edith Gerling das Gut Stollberg, verkauften es jedoch 1967 an die Diözese St. Pölten. In den Folgejahr wurde ab 1973 das Schloss schrittweise restauriert. Das Bistum behielt die Gründe des Gutes, das Schlossgebäude wurde verkauft. Heute befindet sich Schloss Stollberg in bürgerlichem Privatbesitz und ist bewohnt.

## Architektur

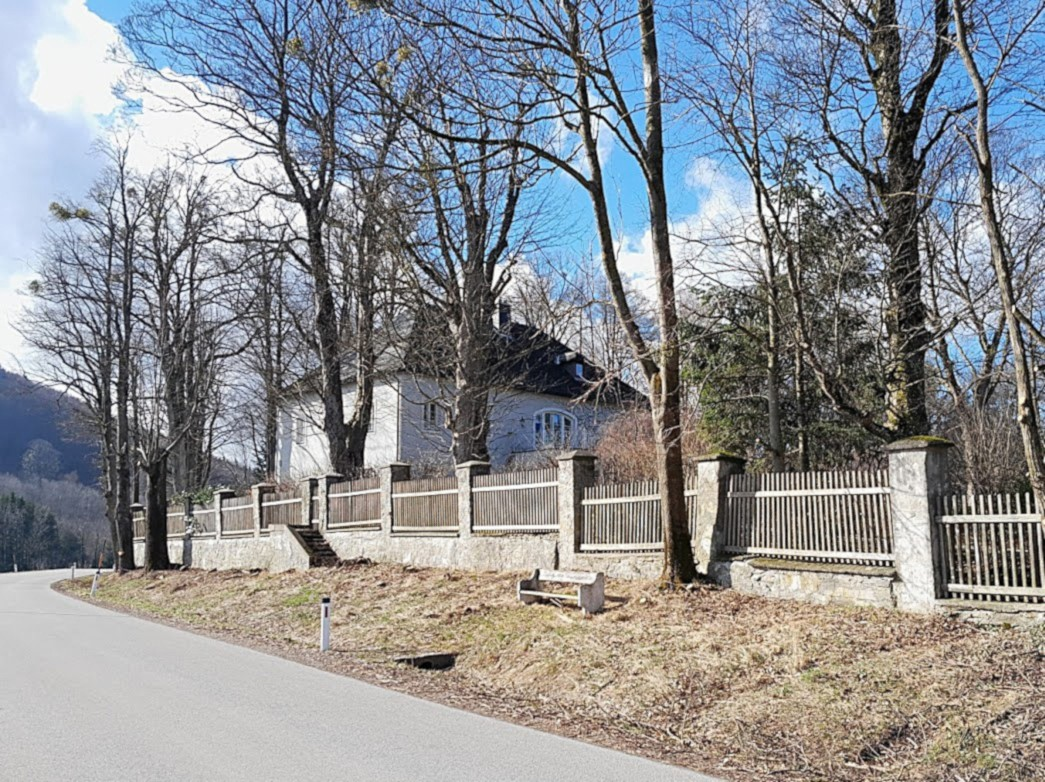
Schloss Stollberg von Norden gesehen.

Der zweigeschoßige Rechteckbau stammt im Kern aus dem späten 16. oder frühen 17. Jahrhundert. Die Südwestfront weist drei Fensterachsen auf. An den Hauptbau schließt ein hakenförmiges, zweigeschoßiges Nebengebäude an, das teilweise eingeschoßig ist. Die Gebäude tragen Walmdächer, früher mit Holzschindeln, heute mit Ziegel gedeckt. An der Nordostseite befindet sich eine zweigeschoßige Holzveranda.
Heute umschließt eine Mauer mit Holzzaun das Anwesen. Südlich in 150 m Entfernung befindet sich das ehemalige Wirtschaftsgebäude des Gutsbetriebes Stollberg. Am Areal des Schlossgartens wurde um das Jahr 2000 ein neues Wohngebäude errichtet.